# Cantone di Ouzouer-le-Marché
Il Cantone di Ouzouer-le-Marché era una divisione amministrativa dell'arrondissement di Blois.
È stato soppresso a seguito della riforma complessiva dei cantoni del 2014, che è entrata in vigore con le elezioni dipartimentali del 2015.
Comprendeva i comuni di:
- Binas
- La Colombe
- Membrolles
- Moisy
- Ouzouer-le-Doyen
- Ouzouer-le-Marché
- Prénouvellon
- Semerville
- Tripleville
- Verdes
- Vievy-le-Rayé
- Villermain